# Troy (nome)
Troy  è un nome proprio di persona inglese maschile.

## Origine e diffusione
Riprende un cognome che inizialmente indicava una persona proveniente dalla città di Troyes.

## Onomastico
Nessun santo porta questo nome, che quindi è adespota; l'onomastico può essere festeggiato il 1º novembre, giorno di Ognissanti.

## Persone
- Troy Aikman, giocatore di football americano statunitense
- Troy Bayliss, pilota motociclistico australiano
- Troy Corser, pilota motociclistico australiano
- Troy Donahue, attore statunitense
- Troy Dumais, tuffatore statunitense
- Troy Kennedy-Martin, sceneggiatore scozzese
- Troy McLawhorn, chitarrista statunitense
- Troy H. Middleton, generale, accademico ed educatore statunitense
- Troy Murphy, cestista statunitense
- Troy Perkins, calciatore statunitense
- Troy Polamalu, giocatore di football americano statunitense
- Troy Smith, giocatore di football americano statunitense

### Altre varianti
- Troye Sivan, cantante, attore e blogger australiano

## Il nome nelle arti
- Troy Bolton è un personaggio della serie High School Musical.
- Troy McClure è un personaggio della serie animata I Simpson.